# Seznam ptáků Španělska
Následující seznam zahrnuje všechny druhy ptáků volně žijících ve Španělsku a přilehlých ostrovech (Kanárské ostrovy, Baleáry...), včetně tuláků. Celkem se jedná o 563 druhů.

## Potápky a potáplice

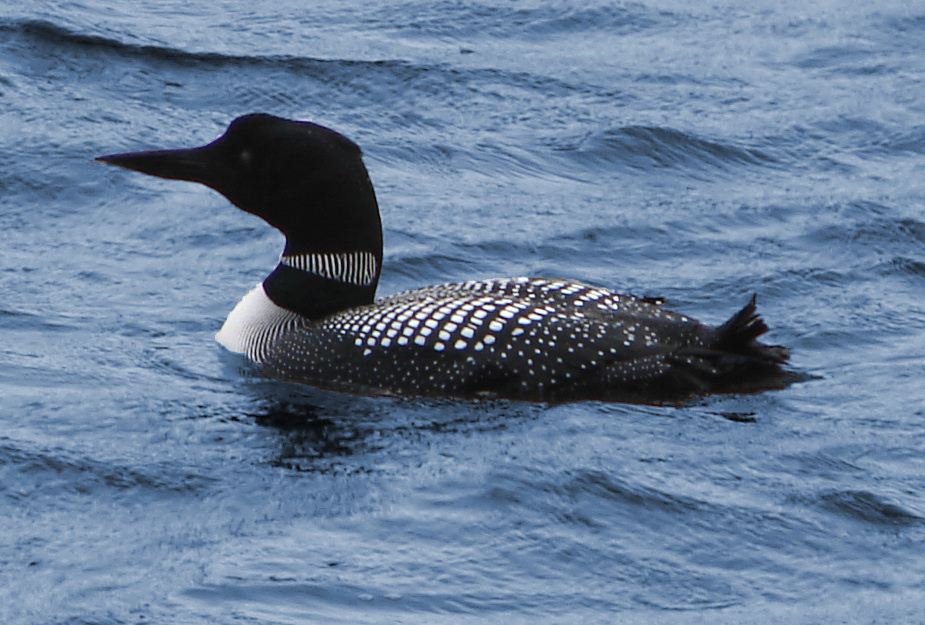
Potáplice lední ve svatební šatu

- Potápka americká (Podilymbus podiceps)
- Potápka černokrká (Podiceps nigricollis)
- Potápka malá (Tachybaptus ruficollis)
- Potápka roháč (Podiceps cristatus)
- Potápka rudokrká (Podiceps grisegena)
- Potápka žlutorohá (Podiceps auritus)
- Potáplice lední (Gavia immer)
- Potáplice malá (Gavia stellata)
- Potáplice severní (Gavia arctica)
- Potáplice žlutozobá (Gavia adamsii)

## Trubkonosí a faetonovití

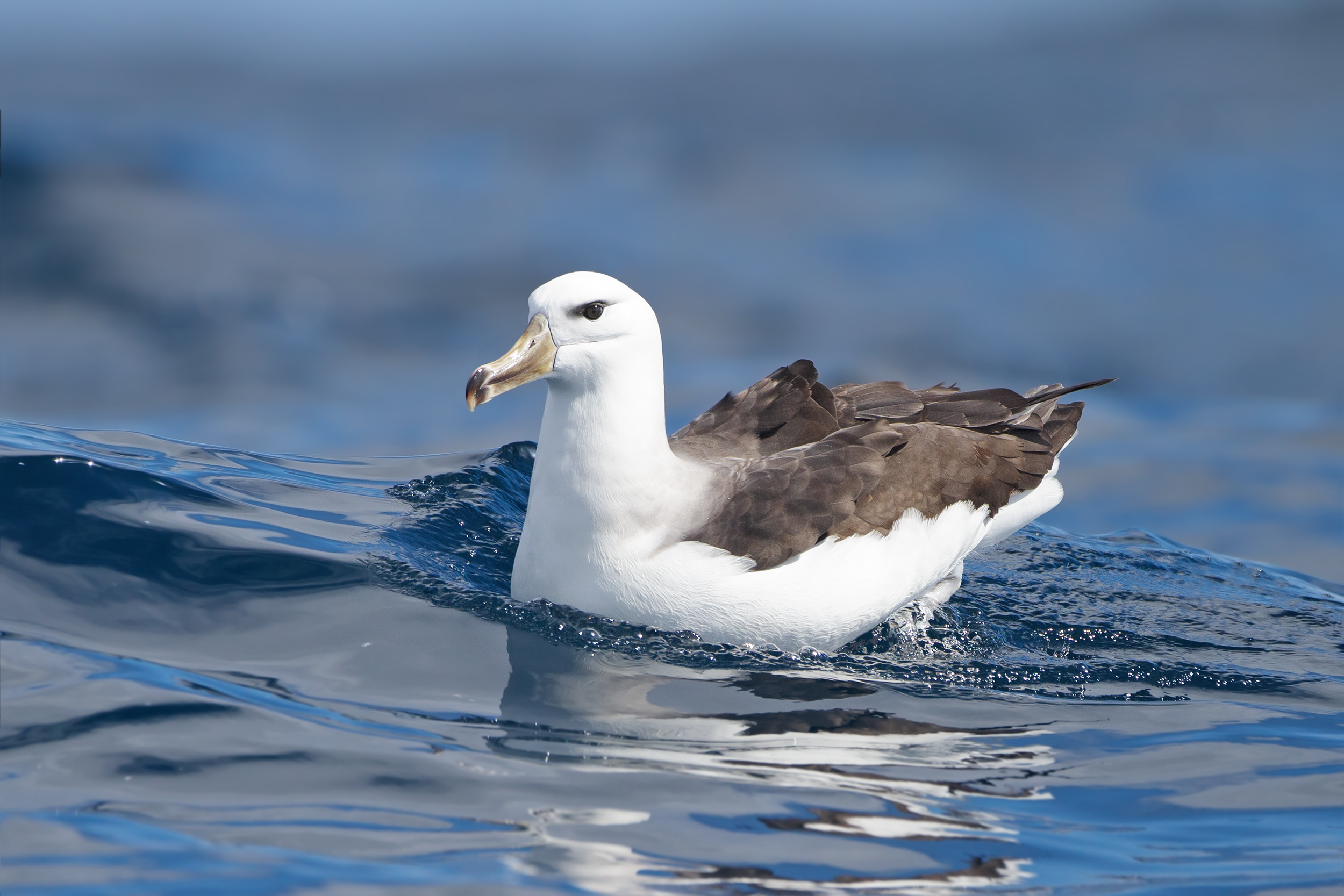
Albatros černobrvý

- Albatros černobrvý (Thalassarche melanophris)
- Buřňáček běločelý (Pelagodroma marina)
- Buřňáček dlouhokřídlý (Oceanodroma leucorhoa)
- Buřňáček madeirský (Oceanodroma castro)
- Buřňáček malý (Hydrobates pelagicus)
- Buřňáček vlaštovčí (Oceanodroma monorhis)
- Buřňáček Wilsonův (Oceanites oceanicus)
- Buřňák baleárský (Puffinus mauretanicus)
- Buřňák Bulwerův (Bulweria bulwerii)
- Buřňák Edwardsův (Calonectris edwardsii)
- Buřňák lední (Fulmarus glacialis)
- Buřňák menší (Puffinus baroli)
- Buřňák severní (Puffinus puffinus)
- Buřňák šedý (Calonectris diomedea)
- Buřňák temný (Ardenna grisea)
- Buřňák velký (Ardenna gravis)
- Faeton červenozobý (Phaethon aethereus)

## Veslonozí
- Bukač velký (Botaurus stellaris)
- Bukáček malý (Ixobrychus minutus)

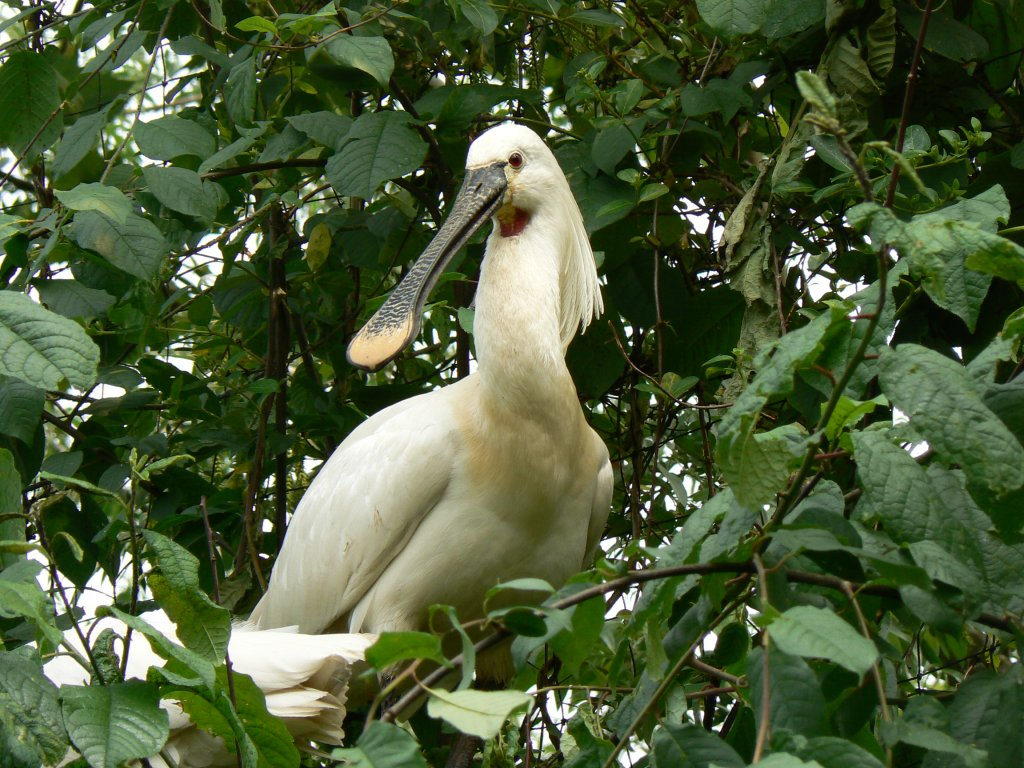
Dospělý kolpík bílý

- Bukáček zakrslý (Ixobrychus sturmii)
- Ibis hnědý (Plegadis falcinellus)
- Ibis skalní (Geronticus eremita)
- Kolpík bílý (Platalea leucorodia)
- Kvakoš noční (Nycticorax nycticorax)
- Pelikán bílý (Pelecanus onocrotalus)
- Volavka bílá (Ardea alba)
- Volavka červená (Ardea purpurea)
- Volavka popelavá (Ardea cinerea)
- Volavka rusohlavá (Bubulcus ibis)
- Volavka stříbřitá (Egretta garzetta)
- Volavka velká (Ardea herodias)
- Volavka vlasatá (Ardeola ralloides)
- Volavka západní (Egretta gularis)

## Suliformes

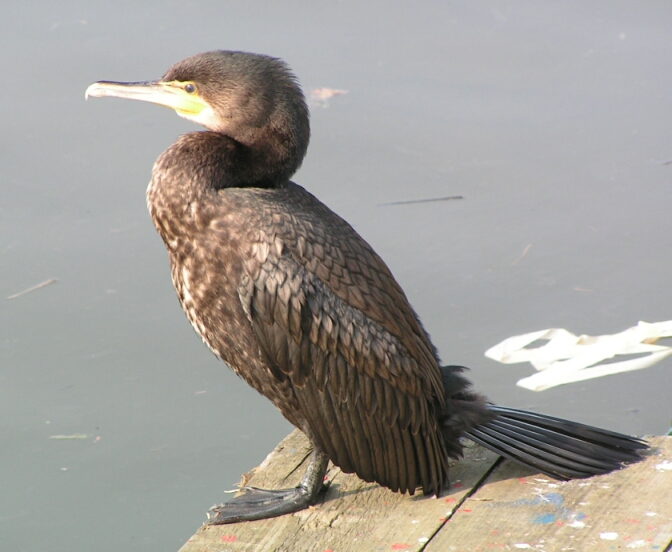
Kormorán velký

- Fregatka vznešená (Fregata magnificens)
- Kormorán chocholatý (Phalacrocorax aristotelis)
- Kormorán malý (Microcarbo pygmeus)
- Kormorán velký (Phalacrocorax carbo)
- Terej bílý (Morus bassanus)
- Terej maskový (Sula dactylatra)
- Terej žlutonohý (Sula leucogaster)

## Čápovití a plameňáci
- Čáp bílý (Ciconia ciconia)
- Čáp černý (Ciconia nigra)
- Marabu africký (Leptoptilos crumeniferus)
- Plameňák malý (Phoeniconaias minor)
- Plameňák růžový (Phoenicopterus roseus)

## Vrubozobí

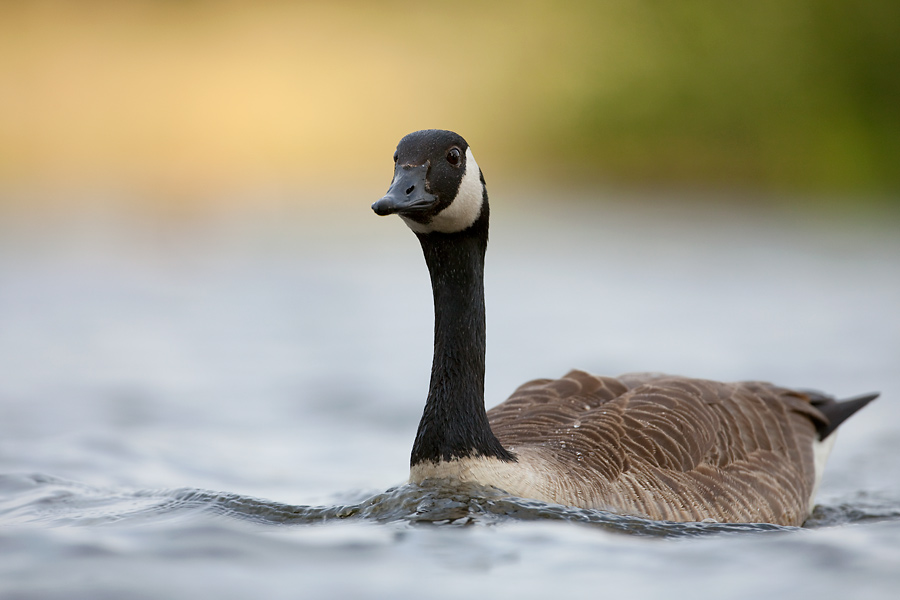
Berneška velká

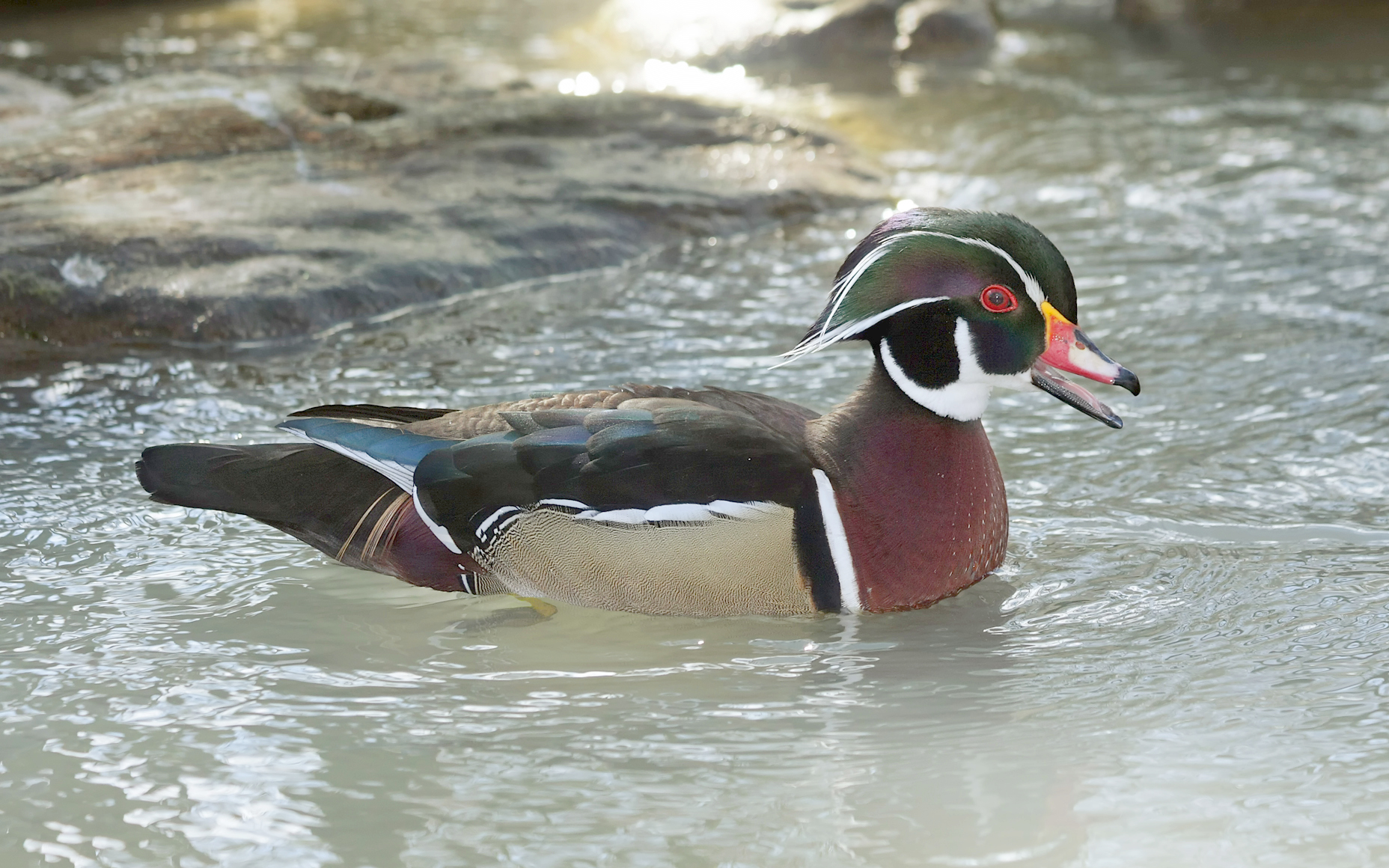
Samec kachničky karolínské

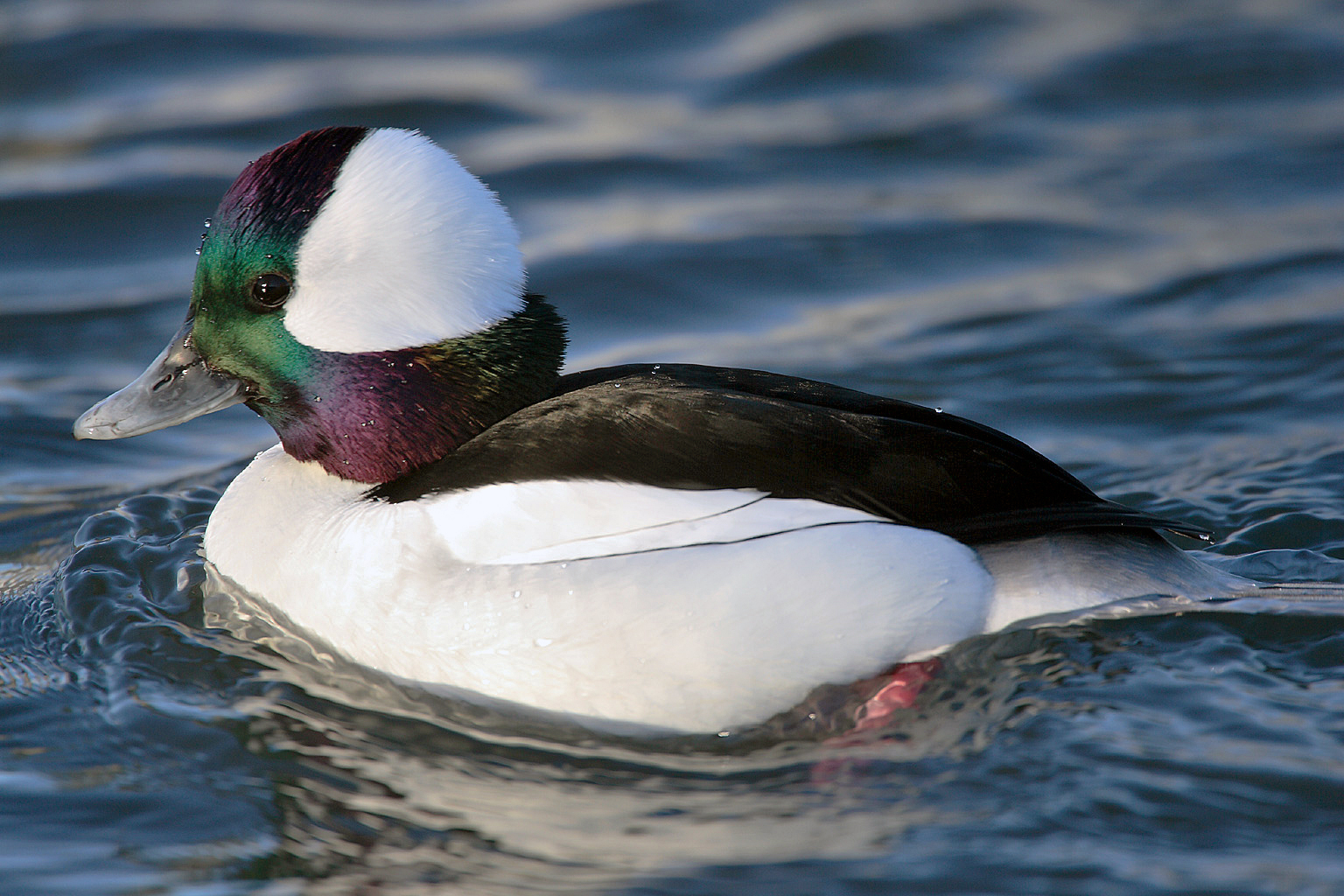
Samec hohola bělavého

- Berneška bělolící (Branta leucopsis)
- Berneška tmavá (Branta bernicla)
- Berneška rudokrká (Branta ruficollis)
- Berneška velká (Branta canadensis)
- Čírka modrá (Anas querquedula)
- Čírka modrokřídlá (Anas discors)
- Čírka obecná (Anas crecca)
- Čírka sibiřská (Anas formosa)
- Čírka úzkozobá (Anas angustirostris)
- Hohol bělavý (Bucephala albeola)
- Hohol islandský (Bucephala islandica)
- Hoholka lední (Clangula hyemalis)
- Hohol severní (Bucephala clangula)
- Husa běločelá (Anser albifrons)
- Husa krátkozobá (Anser brachyrhynchus)
- Husa malá (Anser erythropus)
- Husa polní (Anser fabalis)
- Husa sněžní (Chen caerulescens)
- Husa velká (Anser anser)
- Husice liščí (Tadorna tadorna)
- Husice nilská (Alopochen aegyptiacus)
- Husice rezavá (Tadorna ferruginea)
- Husička dvoubarvá (Dendrocygna bicolor)
- Husička vdovka (Dendrocygna viduata)
- Hvízdák americký (Anas americana)
- Hvízdák eurasijský (Anas penelope)
- Kachnice bělohlavá (Oxyura leucocephala)
- Kachnice kaštanová (Oxyura jamaicensis)
- Kachna divoká (Anas platyrhynchos)
- Kachnička karolínská (Aix sponsa)
- Kajka královská (Somateria spectabilis)
- Kajka mořská (Somateria mollissima)
- Kajka Stellerova (Polysticta stelleri)
- Kopřivka obecná (Anas strepera)
- Labuť malá (Cygnus columbianus)
- Labuť velká (Cygnus olor)
- Labuť zpěvná (Cygnus cygnus)
- Lžičák pestrý (Anas clypeata)
- Morčák malý (Mergellus albellus)
- Morčák prostřední (Mergus serrator)
- Morčák velký (Mergus merganser)
- Ostralka štíhlá (Anas acuta)
- Polák chocholačka (Aythya fuligula)
- Polák kaholka (Aythya marila)
- Polák malý (Aythya nyroca)
- Polák proužkozobý (Aythya collaris)
- Polák velký (Aythya ferina)
- Polák vlnkovaný (Aythya affinis)
- Turpan černý (Melanitta nigra)
- Turpan hnědý (Melanitta fusca)
- Turpan pestrozobý (Melanitta perspicillata)
- Zrzohlávka rudozobá (Netta rufina)

## Dravci

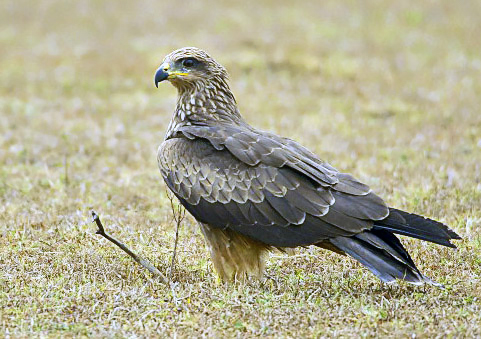
Mladý luňák hnědý

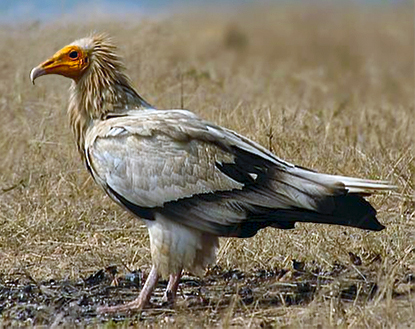
Sup mrchožravý

- Jestřáb lesní (Accipiter gentilis)
- Jestřáb volavý (Melierax metabates)
- Káně bělochvostá (Buteo rufinus)
- Káně lesní (Buteo buteo)
- Káně rousná (Buteo lagopus)
- Krahujec obecný (Accipiter nisus)
- Luňák červený (Milvus milvus)
- Luňák hnědý (Milvus migrans)
- Luněc šedý (Elanus caeruleus)
- Moták lužní (Circus pygargus)
- Moták pilich (Circus cyaneus)
- Moták pochop (Circus aeruginosus)
- Moták stepní (Circus macrourus)
- Orel iberský (Aquila adalberti)
- Orel jestřábí (Aquila fasciata)
- Orel královský (Aquila heliaca)
- Orel křiklavý (Clanga pomarina)
- Orel mořský (Haliaeetus albicilla)
- Orel nejmenší (Aquila pennata)
- Orel okrový (Aquila rapax)
- Orel skalní (Aquila chrysaetos)
- Orel stepní (Aquila nipalensis)
- Orel volavý (Aquila clanga)
- Orlík krátkoprstý (Circaetus gallicus)
- Orlosup bradatý (Gypaetus barbatus)
- Orlovec říční (Pandion haliaetus)
- Sup bělohlavý (Gyps fulvus)
- Sup hnědý (Aegypius monachus)
- Sup mrchožravý (Neophron percnopterus)
- Včelojed lesní (Pernis apivorus)

## Sokolovití

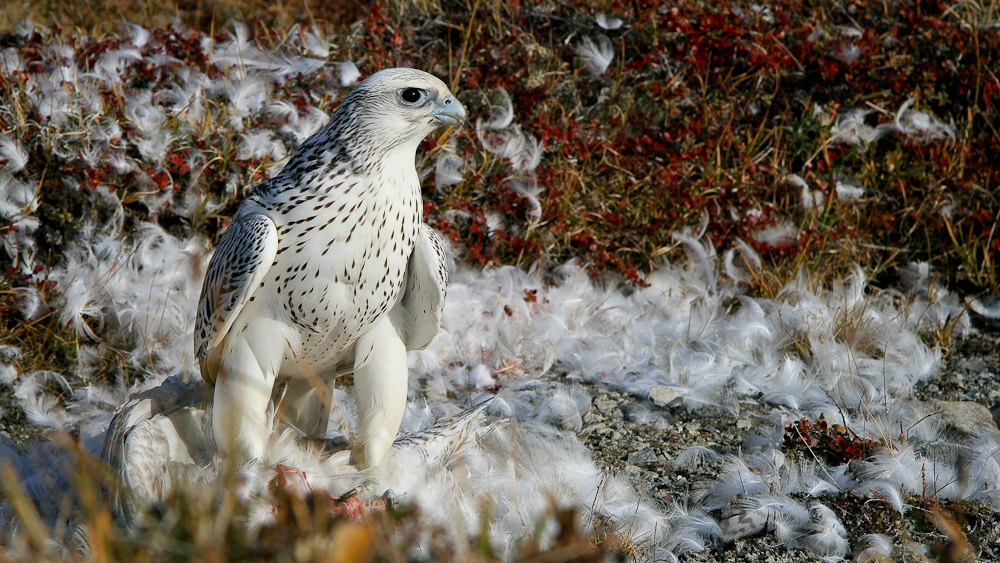
Raroh lovecký

- Dřemlík tundrový (Falco columbarius)
- Ostříž lesní (Falco subbuteo)
- Poštolka jižní (Falco naumanni)
- Poštolka obecná (Falco tinnunculus)
- Poštolka rudonohá (Falco vespertinus)
- Raroh jižní (Falco biarmicus)
- Raroh lovecký (Falco rusticolus)
- Sokol stěhovavý (Falco peregrinus)
- Sokol šahin (Falco pelegrinoides)

## Hrabaví

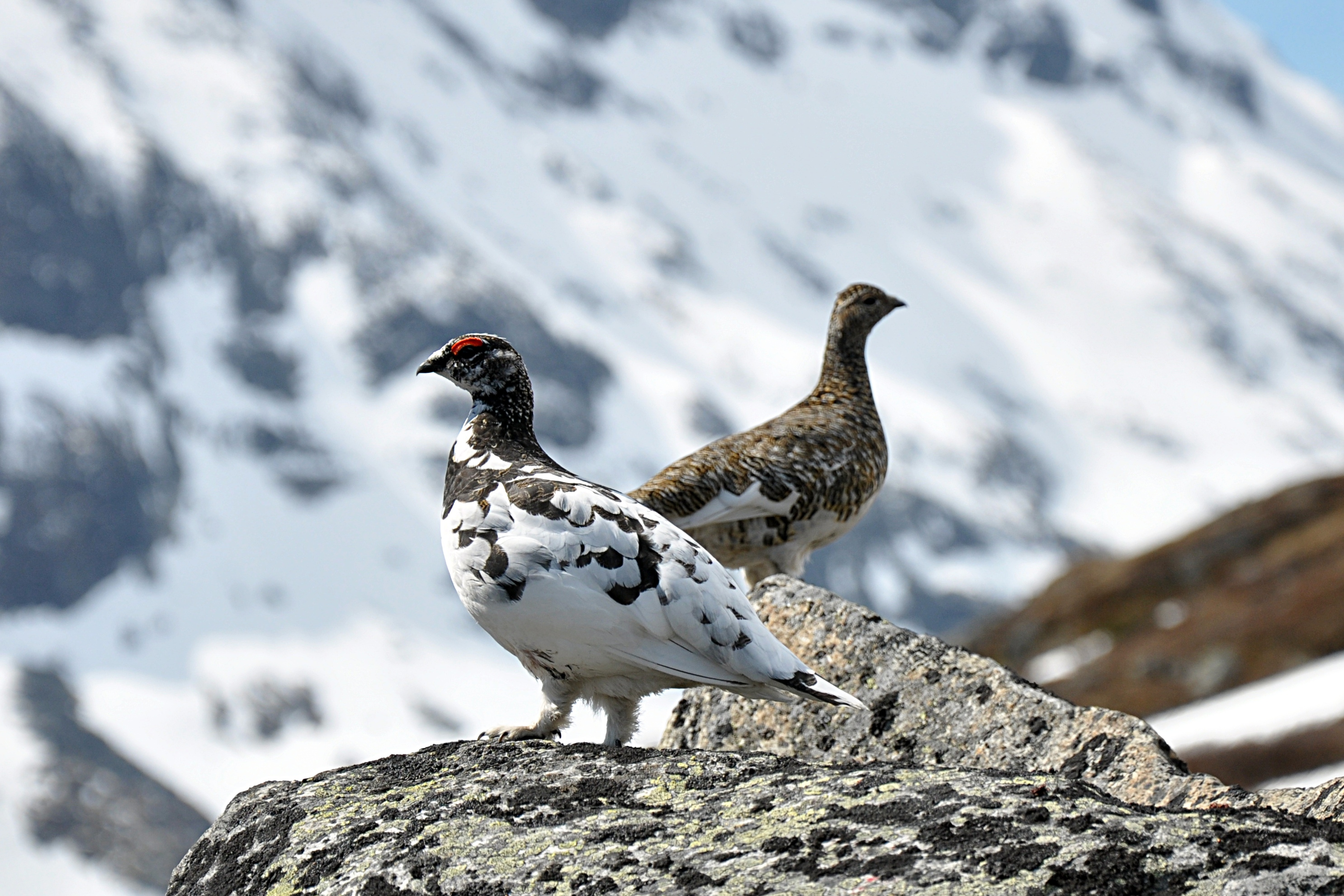
Bělokur horský

- Bažant obecný (Phasianus colchicus)
- Bělokur horský (Lagopus mutus)
- Jeřábek lesní (Bonasa bonasia)
- Koroptev polní (Perdix perdix)
- Křepelka obecná (Coturnix coturnix)
- Orebice berberská (Alectoris barbara)
- Orebice čukar (Alectoris chukar)
- Orebice horská (Alectoris graeca)
- Orebice rudá (Alectoris rufa)
- Perlička kropenatá (Numida meleagris)
- Tetřev hlušec (Tetrao urogallus)
- Tetřívek obecný (Tetrao tetrix)

## Dropovití a krátkokřídlí
- Drop malý (Tetrax tetrax)

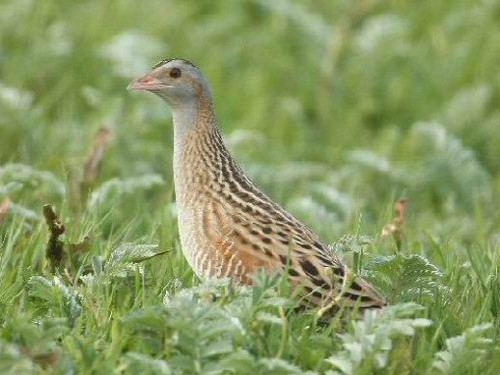
Chřástal polní

- Drop obojkový (Chlamydotis undulata)
- Drop velký (Otis tarda)
- Chřástal karolinský (Porzana carolina)
- Chřástal kropenatý (Porzana porzana)
- Chřástal malý (Porzana parva)
- Chřástal nejmenší (Porzana pusilla)
- Chřástal polní (Crex crex)
- Chřástal vodní (Rallus aquaticus)
- Jeřáb panenský (Anthropoides virgo)
- Jeřáb popelavý (Grus grus)
- Lyska černá (Fulica atra)
- Lyska hřebenatá (Fulica cristata)
- Slípka Allenova (Porphyrio alleni)
- Slípka modrá (Porphyrio porphyrio)
- Slípka zelenonohá (Gallinula chloropus)
- Slípka žlutonohá (Porphyrio martinicus)

## Dlouhokřídlí
- Alka malá (Alca torda)
- Alkoun malý (Alle alle)
- Alkoun obecný (Cepphus grylle)
- Alkoun úzkozobý (Uria aalge)

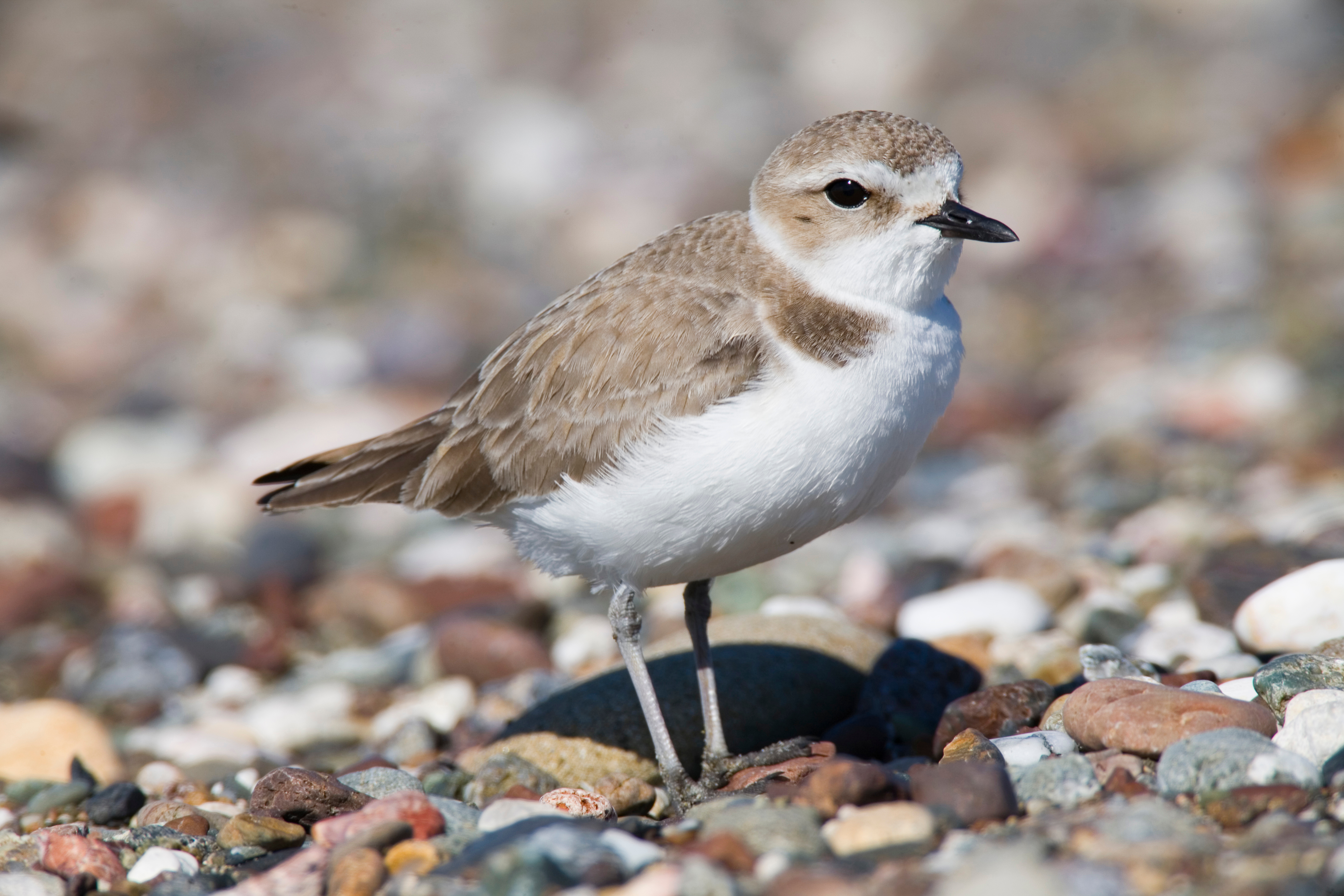
Dospělý kulík mořský v prostém šatu

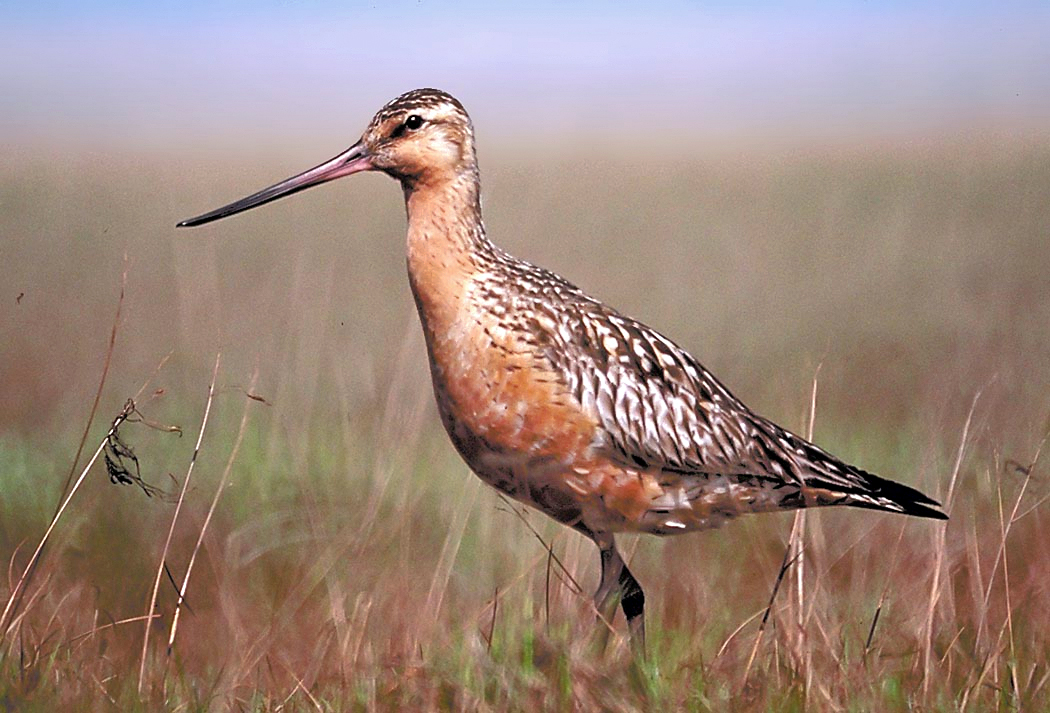
Břehouš rudý

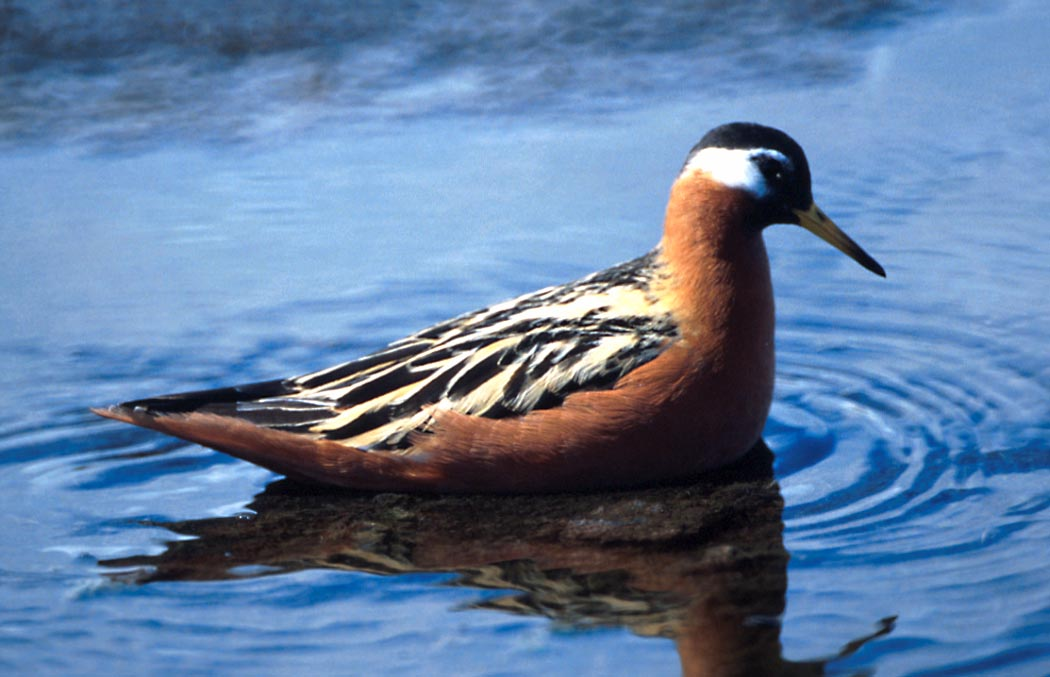
Samice lyskonoha ploskozobého ve svatebním šatu

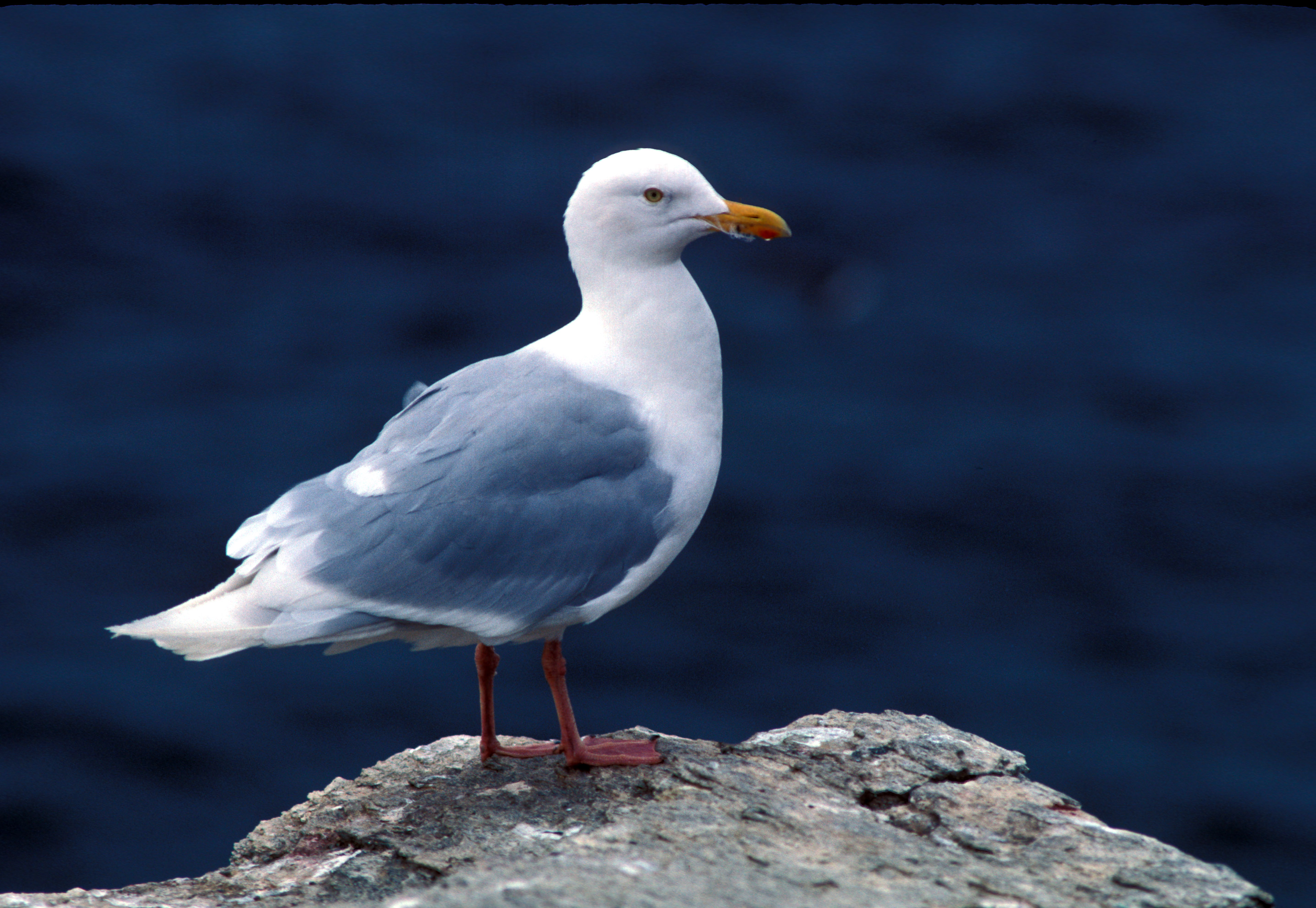
Racek šedý

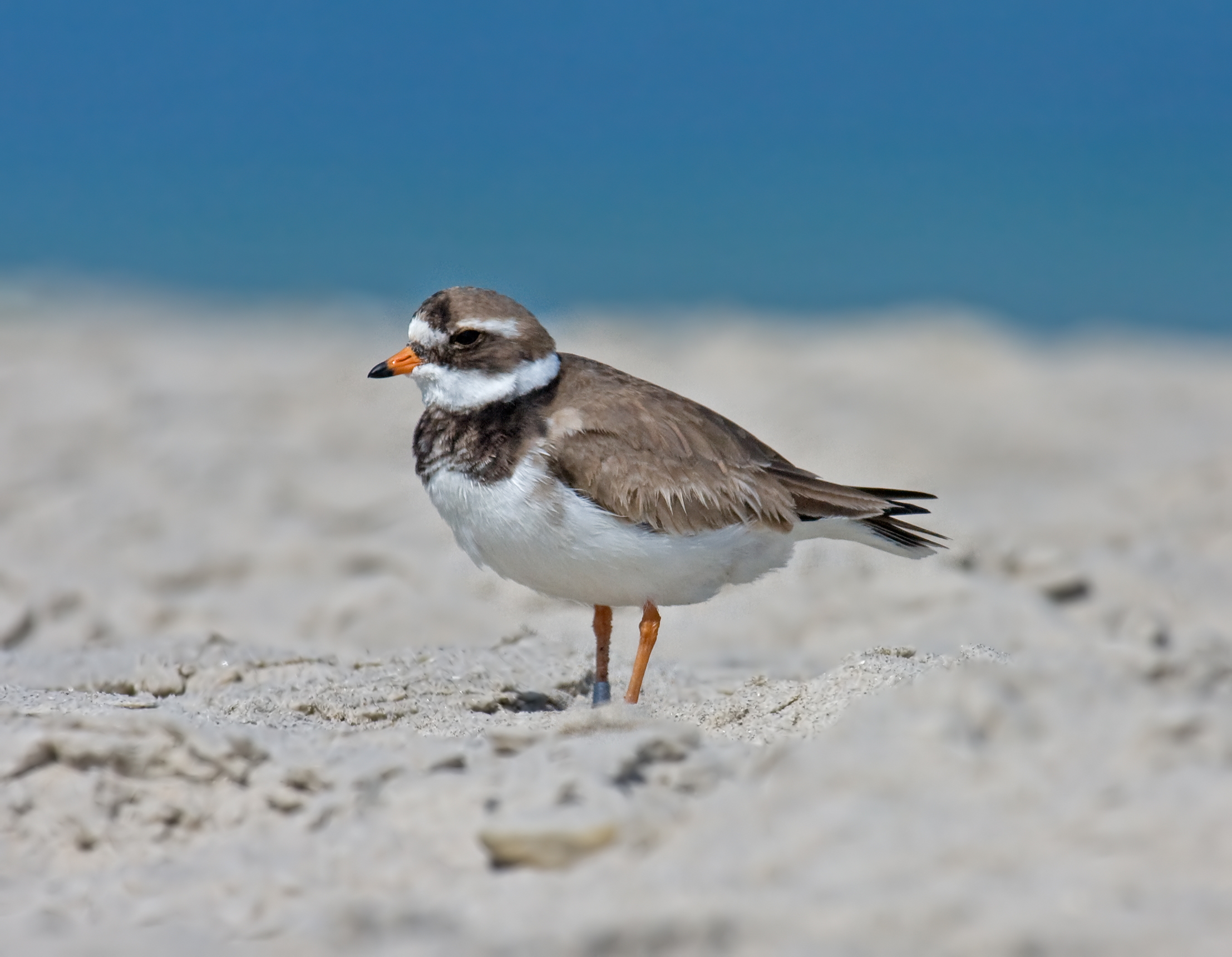
Kulík písečný

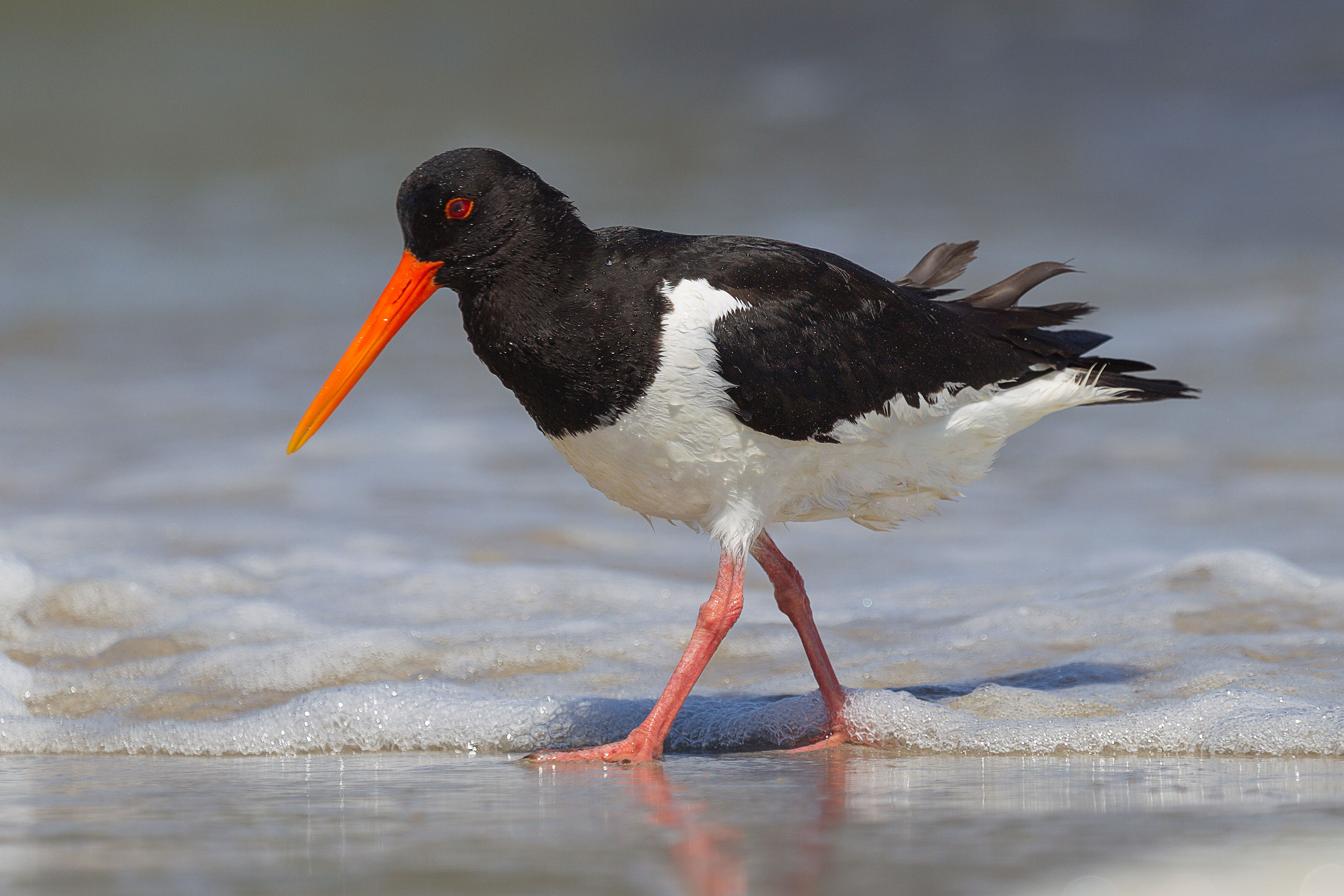
Ústřičník velký

- Bekasina otavní (Gallinago gallinago)
- Bekasina větší (Gallinago media)
- Běhulík plavý (Cursorius cursor)
- Břehouš aljašský (Limosa haemastica)
- Břehouš černoocasý (Limosa limosa)
- Břehouš rudý (Limosa lapponica)
- Čejka chocholatá (Vanellus vanellus)
- Čejka trnitá (Vanellus spinosus)
- Dytík úhorní (Burhinus oedicnemus)
- Chaluha antarktická (Stercorarius maccormicki)
- Chaluha malá (Stercorarius longicaudus)
- Chaluha pomořanská (Stercorarius pomarinus)
- Chaluha příživná (Stercorarius parasiticus)
- Chaluha velká (Stercorarius skua)
- Jespáček ploskozobý (Limicola falcinellus)
- Jespák aljašský (Calidris mauri)
- Jespák bojovný (Philomachus pugnax)
- Jespák dlouhokřídlý (Calidris bairdii)
- Jespák dlouhonohý (Calidris himantopus)
- Jespák drobný (Calidris minutilla)
- Jespák klínoocasý (Calidris acuminata)
- Jespák křivozobý (Calidris ferruginea)
- Jespák malý (Calidris minuta)
- Jespák mořský (Calidris maritima)
- Jespák obecný (Calidris alpina)
- Jespák písečný (Calidris alba)
- Jespák plavý (Tryngites subruficollis)
- Jespák rezavý (Calidris canutus)
- Jespák skvrnitý (Calidris melanotos)
- Jespák srostloprstý (Calidris pusilla)
- Jespák šedý (Calidris temminckii)
- Jespák tundrový (Calidris fuscicollis)
- Jespák velký (Calidris tenuirostris)
- Kameňáček pestrý (Arenaria interpres)
- Keptuška stepní (Vanellus gregarius)
- Koliha malá (Numenius phaeopus)
- Koliha tenkozobá (Numenius tenuirostris)
- Koliha velká (Numenius arquata)
- Kulík bledý (Pluvialis squatarola)
- Kulík hnědokřídlý (Pluvialis dominica)
- Kulík hnědý (Charadrius morinellus)
- Kulík kanadský (Charadrius semipalmatus)
- Kulík menší (Charadrius mongolus)
- Kulík mořský (Charadrius alexandrinus)
- Kulík nilský (Pluvianus aegyptius)
- Kulík pacifický (Pluvialis fulva)
- Kulík písečný (Charadrius hiaticula)
- Kulík říční (Charadrius dubius)
- Kulík větší (Charadrius leschenaultii)
- Kulík zlatý (Pluvialis apricaria)
- Kulík zrzoocasý (Charadrius vociferus)
- Lyskonoh dlouhozobý (Steganopus tricolor)
- Lyskonoh ploskozobý (Phalaropus fulicarius)
- Lyskonoh úzkozobý (Phalaropus lobatus)
- Nody obecný (Anous stolidus)
- Ouhorlík černokřídlý (Glareola nordmanni)
- Ouhorlík stepní (Glareola pratincola)
- Papuchalk bělobradý (Fratercula arctica)
- Perepel malý (Turnix sylvaticus)
- Pisila čáponohá (Himantopus himantopus)
- Pisík americký (Actitis macularius)
- Pisík obecný (Actitis hypoleucos)
- Racek atlantický (Leucophaeus atricilla)
- Racek Audouinův (Ichthyaetus audouinii)
- Racek bělokřídlý (Larus glaucoides)
- Racek Bonapartův (Larus philadelphia)
- Racek bouřní (Larus canus)
- Racek černohlavý (Ichthyaetus melanocephalus)
- Racek delawarský (Larus delawarensis)
- Racek chechtavý (Chroicocephalus ridibundus)
- Racek malý (Larus minutus)
- Racek mořský (Larus marinus)
- Racek Sabinův (Xema sabini)
- Racek středomořský (Larus michahellis)
- Racek stříbřitý (Larus argentatus)
- Racek šedohlavý (Chroicocephalus maculipennis)
- Racek šedý (Larus hyperboreus)
- Racek tenkozobý (Chroicocephalus genei)
- Racek tříprstý (Rissa tridactyla)
- Racek vnitrozemský (Ichthyaetus pipixcan)
- Racek žlutonohý (Larus fuscus)
- Rybák bahenní (Chlidonias hybrida)
- Rybák bělokřídlý (Chlidonias leucopterus)
- Rybák černohřbetý (Onychoprion fuscatus)
- Rybák černozobý (Gelochelidon nilotica)
- Rybák černý (Chlidonias niger)
- Rybák dlouhoocasý (Sterna paradisaea)
- Rybák Forsterův (Sterna forsteri)
- Rybák královský (Thalasseus maximus)
- Rybák malý (Sternula albifrons)
- Rybák obecný (Sterna hirundo)
- Rybák oranžovozobý (Thalasseus bengalensis)
- Rybák rajský (Sterna dougallii)
- Rybák severní (Thalasseus sandvicensis)
- Rybák uzdičkový (Onychoprion aleutica)
- Rybák velkozobý (Hydroprogne caspia)
- Rybák západní (Thalasseus elegans)
- Slučka malá (Lymnocryptes minimus)
- Sluka lesní (Scolopax rusticola)
- Slukovec dlouhozobý (Limnodromus scolopaceus)
- Slukovec krátkozobý (Limnodromus griseus)
- Tenkozobec opačný (Recurvirostra avosetta)
- Ústřičník jihoafrický (Haematopus moquini)
- Ústřičník velký (Haematopus ostralegus)
- Vodouš bahenní (Tringa glareola)
- Vodouš kropenatý (Tringa ochropus)
- Vodouš malý (Xenus cinereus)
- Vodouš rudonohý (Tringa totanus)
- Vodouš samotářský (Tringa solitaria)
- Vodouš šedý (Tringa nebularia)
- Vodouš štíhlý (Tringa stagnatilis)
- Vodouš tmavý (Tringa erythropus)
- Vodouš velký (Tringa melanoleuca)
- Vodouš žlutonohý (Tringa flavipes)

## Holubovití a stepokurovití
- Holub doupňák (Columba oenas)
- Holub hřivnáč (Columba palumbus)
- Holub kanárský (Columba bollii)
- Holub skalní (Columba livia)

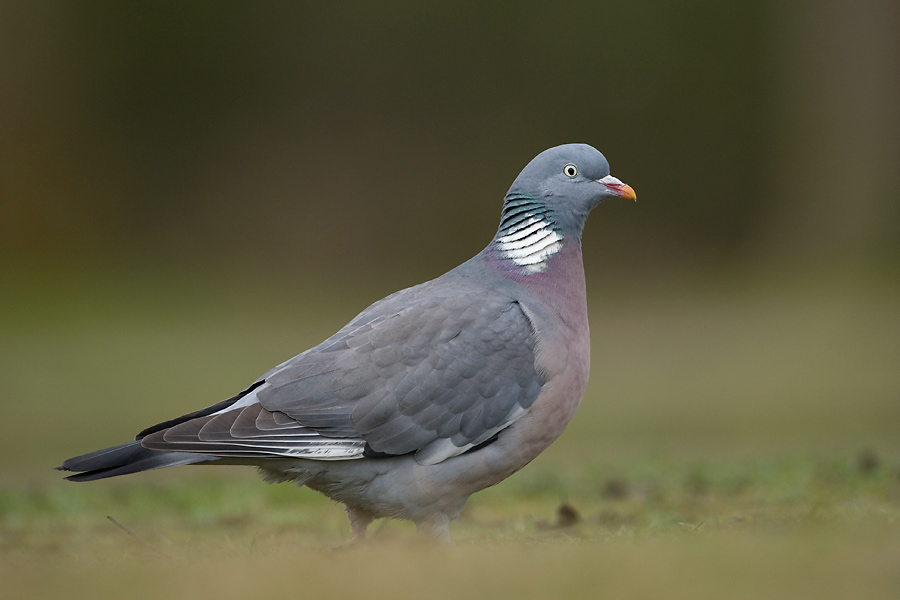
Holub hřivnáč

- Holub vavřínový (Columba junoniae)
- Hrdlička divoká (Streptopelia turtur)
- Hrdlička chechtavá (Streptopelia roseogrisea)
- Hrdlička kapská (Oena capensis)
- Hrdlička zahradní (Streptopelia decaocto)
- Stepokur kirgizský (Syrrhaptes paradoxus)
- Stepokur krásný (Pterocles alchata)
- Stepokur ozdobný (Pterocles quadricinctus)
- Stepokur písečný (Pterocles orientalis)

## Papoušci, kukačkovití a zoborožci

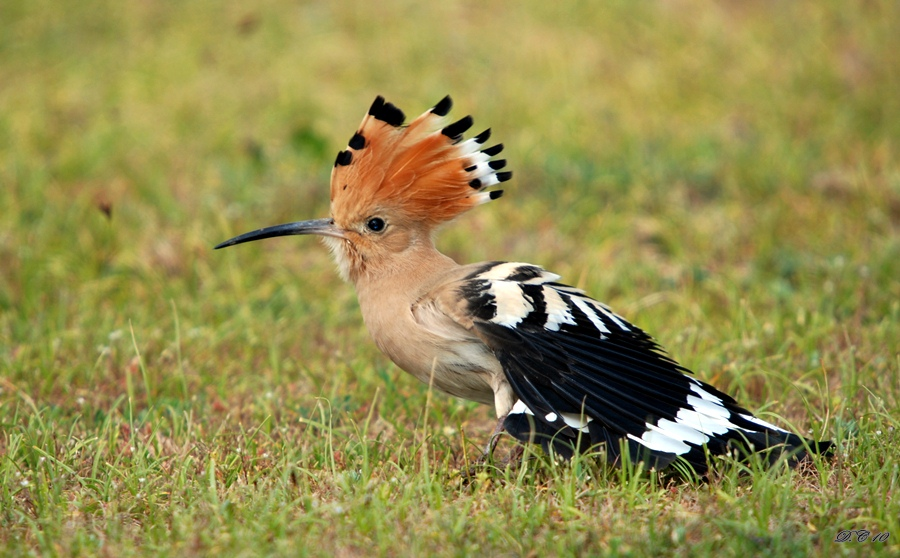
Dudek chocholatý

- Alexandr malý (Psittacula krameri)
- Kukačka chocholatá (Clamator glandarius)
- Kukačka obecná (Cuculus canorus)
- Papoušek mniší (Myiopsitta monachus)
- Dudek chocholatý (Upupa epops)

## Sovy a lelkové
- Kalous africký (Asio capensis)
- Kalous pustovka (Asio flammeus)
- Kalous ušatý (Asio otus)

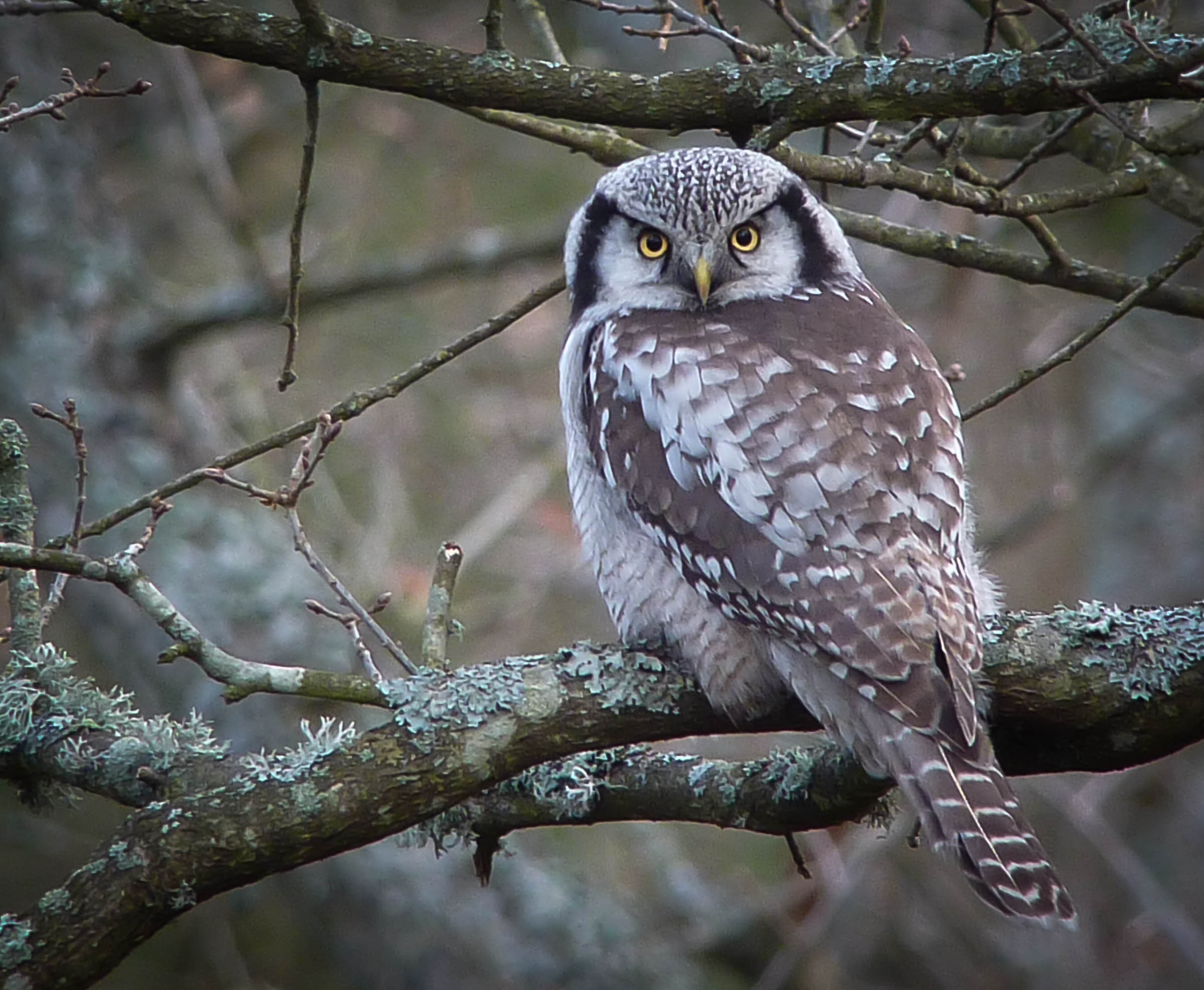
Sovice krahujová

- Kulíšek nejmenší (Glaucidium passerinum)
- Lelek lesní (Caprimulgus europaeus)
- Lelek rudokrký (Caprimulgus ruficollis)
- Puštík obecný (Strix aluco)
- Sova pálená (Tyto alba)
- Sovice krahujová (Surnia ulula)
- Sýc rousný (Aegolius funereus)
- Sýček obecný (Athene noctua)
- Výr velký (Bubo bubo)
- Výreček malý (Otus scops)

## Svišťouni a srostloprstí
- Ledňáček říční (Alcedo atthis)

Pár vlh pestrých

- Mandelík hajní (Coracias garrulus)
- Rorýs bělokostřecový (Apus caffer)
- Rorýs domovní (Apus affinis)
- Rorýs jednobarvý (Apus unicolor)
- Rorýs obecný (Apus apus)
- Rorýs šedohnědý (Apus pallidus)
- Rorýs velký (Apus melba)
- Rorýs východní (Hirundapus caudacutus)
- Vlha modrolící (Merops persicus)
- Vlha pestrá (Merops apiaster)

## Šplhavci
- Datel černý (Dryocopus martius)
- Krutihlav obecný (Jynx torquilla)
- Strakapoud bělohřbetý (Dendrocopos leucotos)
- Strakapoud malý (Dendrocopos minor)
- Strakapoud prostřední (Dendrocopos medius)
- Strakapoud velký (Dendrocopos major)
- Žluna šedá (Picus canus)
- Žluna zelená (Picus viridis)

## Pěvci
- Alaudala rufescens

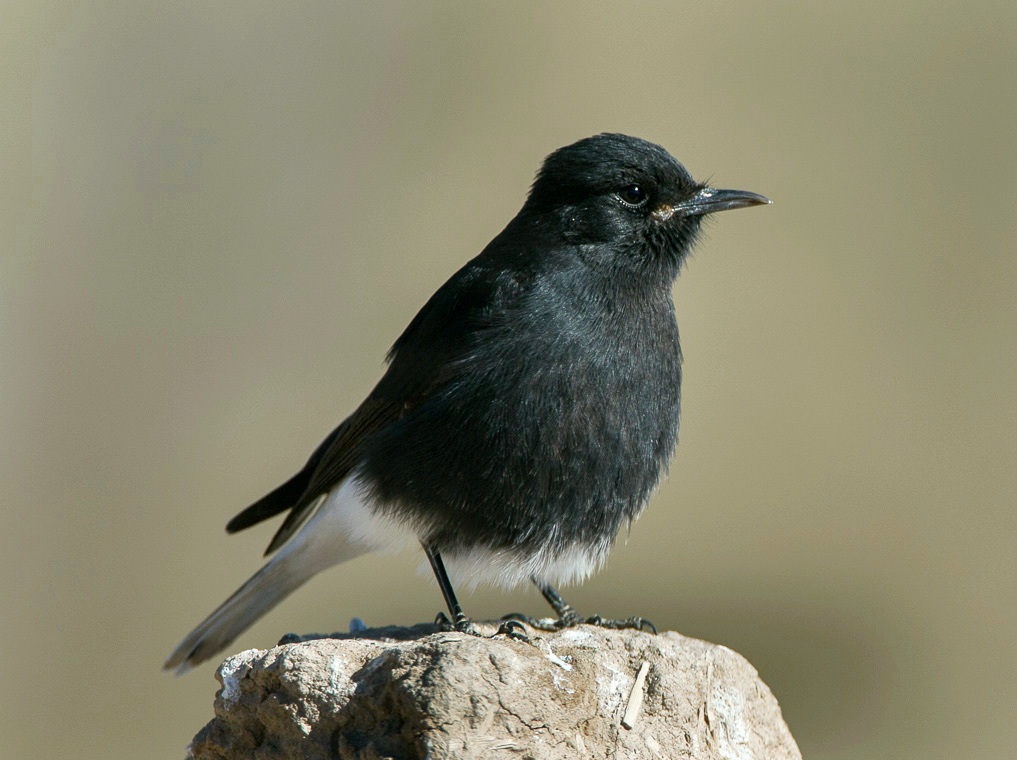
Bělořit černý

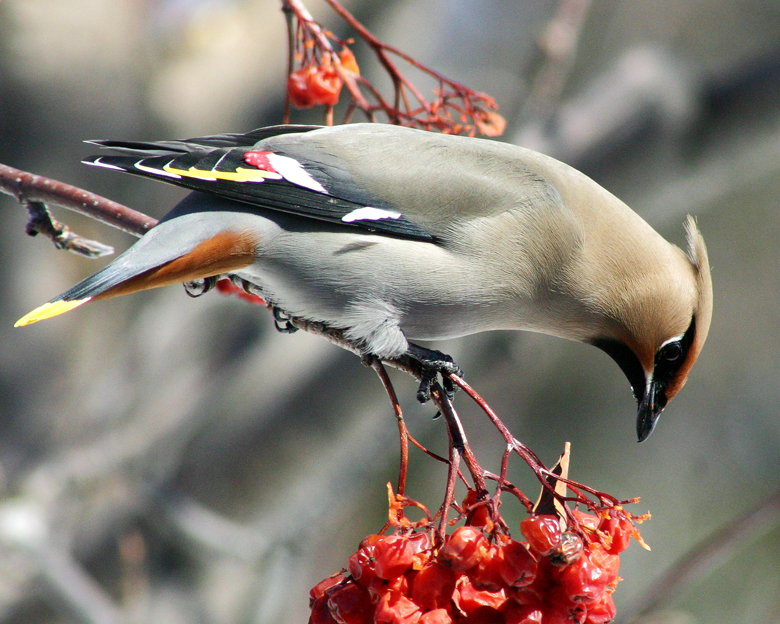
Brkoslav severní

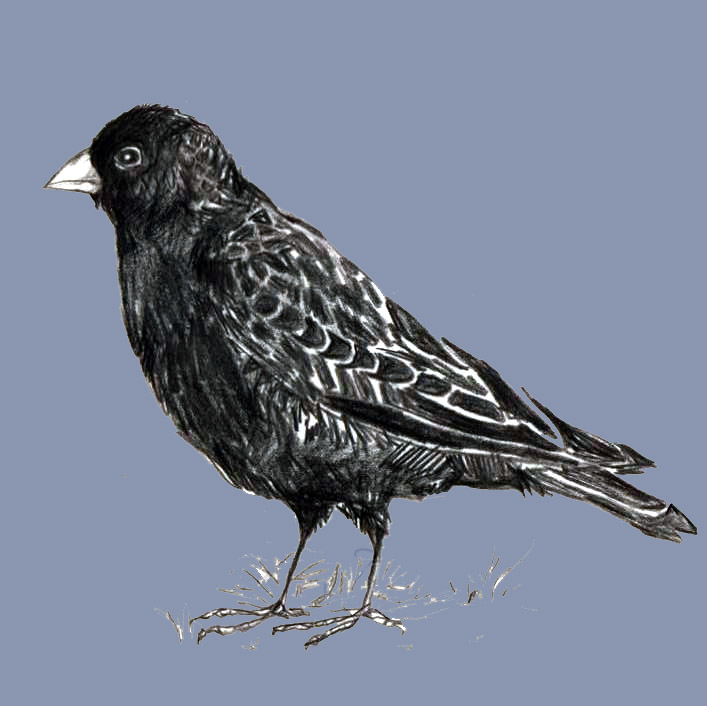
Kalandra černá

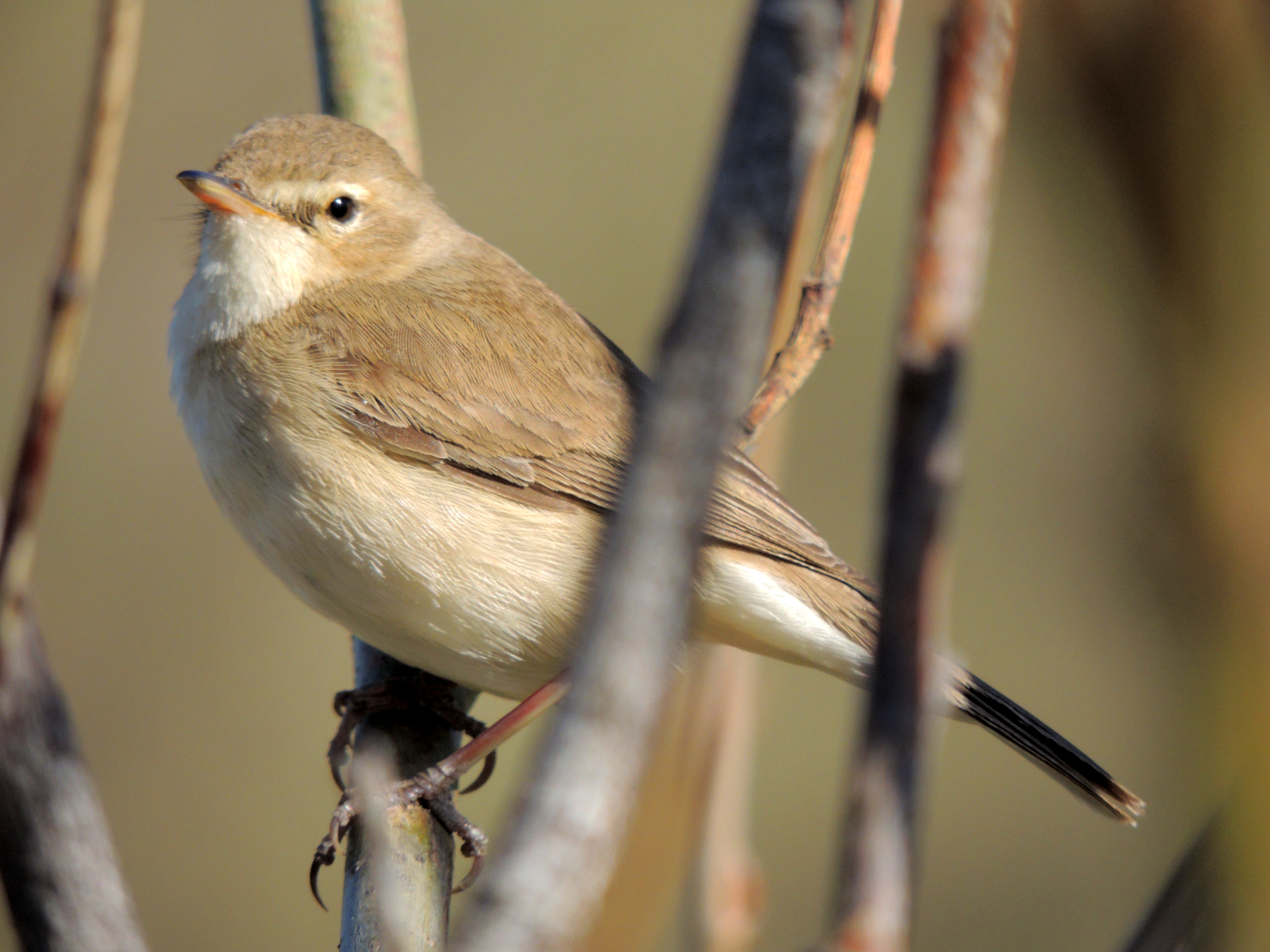
Sedmihlásek malý

- Astrild černohlavý (Estrilda atricapilla)
- Astrild oranžovolící (Estrilda melpoda)
- Astrild šedý (Estrilda troglodytes)
- Astrild vlnkovaný (Estrilda astrild)
- Bělořit černý (Oenanthe leucura)
- Bělořit okrový (Oenanthe hispanica)
- Bělořit plavý (Oenanthe isabellina)
- Bělořit pouštní (Oenanthe deserti)
- Bělořit šedý (Oenanthe oenanthe)
- Bělořit pustinný (Oenanthe leucopyga)
- Bramborníček černohlavý (Saxicola rubicola)
- Bramborníček hnědý (Saxicola rubetra)
- Bramborníček kanárský (Saxicola dacotiae)
- Brhlík lesní (Sitta europaea)
- Brkoslav severní (Bombycilla garrulus)
- Břehule říční (Riparia riparia)
- Břehule skalní (Ptyonoprogne rupestris)
- Budníček horský (Phylloscopus bonelli)
- Budníček iberský (Phylloscopus ibericus)
- Budníček lesní (Phylloscopus sibilatrix)
- Budníček menší (Phylloscopus collybita)
- Budníček pruhohlavý (Phylloscopus inornatus)
- Budníček severní (Phylloscopus borealis)
- Budníček temný (Phylloscopus fuscatus)
- Budníček tlustozobý (Phylloscopus schwarzi)
- Budníček větší (Phylloscopus trochilus)
- Budníček zelený (Phylloscopus trochiloides)
- Budníček zlatohlavý (Phylloscopus proregulus)
- Bulbul zahradní (Pycnonotus barbatus)
- Cetie jižní (Cettia cetti)
- Cistovník rákosníkový (Cisticola juncidis)
- Cvrčilka říční (Locustella fluviatilis)
- Cvrčilka slavíková (Locustella luscinioides)
- Cvrčilka zelená (Locustella naevia)
- Čečetka tmavá (Acanthis flammea)
- Čížek lesní (Carduelis spinus)
- Červenka obecná (Erithacus rubecula)
- Dlask tlustozobý (Coccothraustes coccothraustes)
- Dlaskovec růžovoprsý (Pheucticus ludovicianus)
- Drozd brávník (Turdus viscivorus)
- Drozd cvrčala (Turdus iliacus)
- Drozd černohrdlý (Turdus atrogularis)
- Drozd kvíčala (Turdus pilaris)
- Drozd pestrý (Zoothera dauma)
- Drozd zpěvný (Turdus philomelos)
- Havran polní (Corvus frugilegus)
- Hýl křivčí (Pinicola enucleator)
- Hýl obecný (Pyrrhula pyrrhula)
- Hýl pouštní (Bucanetes githagineus)
- Hýl rudý (Carpodacus erythrinus)
- Chocholouš obecný (Galerida cristata)
- Chocholouš vavřínový (Galerida theklae)
- Jiřička obecná (Delichon urbica)
- Kalandra bělokřídlá (Melanocorypha leucoptera)
- Kalandra černá (Melanocorypha yeltoniensis)
- Kalandra dvouskvrnná (Melanocorypha bimaculata)
- Kalandra zpěvná (Melanocorypha calandra)
- Kanár divoký (Serinus canaria)
- Kavče červenozobé (Pyrrhocorax pyrrhocorax)
- Kavče žlutozobé (Pyrrhocorax graculus)
- Kavka obecná (Corvus monedula)
- Konipas bílý (Motacilla alba)
- Konipas citronový (Motacilla citreola)
- Konipas horský (Motacilla cinerea)
- Konipas luční (Motacilla flava)
- Konopka obecná (Carduelis cannabina)
- Konopka žlutozobá (Carduelis flavirostris)
- Kos černý (Turdus merula)
- Kos horský (Turdus torquatus)
- Králíček kanárský (Regulus teneriffae)
- Králíček obecný (Regulus regulus)
- Králíček ohnivý (Regulus ignicapillus)
- Krkavec velký (Corvus corax)
- Křivka bělokřídlá (Loxia leucoptera)
- Křivka obecná (Loxia curvirostra)
- Křivka velká (Loxia pytyopsittacus)
- Lejsek bělokrký (Ficedula albicollis)
- Lejsek černohlavý (Ficedula hypoleuca)
- Lejsek malý (Ficedula parva)
- Lejsek šedý (Muscicapa striata)
- Linduška horská (Anthus spinoletta)
- Linduška kanárská (Anthus berthelotii)
- Linduška lesní (Anthus trivialis)
- Linduška luční (Anthus pratensis)
- Linduška rudokrká (Anthus cervinus)
- Linduška sibiřská (Anthus gustavi)
- Linduška skalní (Anthus petrosus)
- Linduška úhorní (Anthus campestris)
- Linduška velká (Anthus richardi)
- Linduška zelená (Anthus hodgsoni)
- Loskuták posvátný (Gracula religiosa)
- Moudivláček lužní (Remiz pendulinus)
- Mlynařík dlouhoocasý (Aegithalos caudatus)
- Ořešník kropenatý (Nucifraga caryocatactes)
- Panenka bělohlavá (Lonchura maja)
- Pěnice baleárská (Sylvia balearica)
- Pěnice bělohrdlá (Sylvia melanocephala)
- Pěnice brýlatá (Sylvia conspicillata)
- Pěnice černohlavá (Sylvia atricapilla)
- Pěnice hnědokřídlá (Sylvia communis)
- Pěnice kaštanová (Sylvia undata)
- Pěnice mistrovská (Sylvia hortensis)
- Pěnice pokřovní (Sylvia curruca)
- Pěnice pouštní (Sylvia deserti)
- Pěnice slavíková (Sylvia borin)
- Pěnice vlašská (Sylvia nisoria)
- Pěnice vousatá (Sylvia cantillans)
- Pěnkava jikavec (Fringilla montifringilla)
- Pěnkava kanárská (Fringilla teydea)
- Pěnkava obecná (Fringilla coelebs)
- Pěnkavák sněžný (Montifringilla nivalis)
- Pěvec ryšavý (Cercotrichas galactotes)
- Pěvuška modrá (Prunella modularis)
- Pěvuška podhorní (Prunella collaris)
- Rákosník irácký (Acrocephalus griseldis)
- Rákosník obecný (Acrocephalus scirpaceus)
- Rákosník ostřicový (Acrocephalus paludicola)
- Rákosník plavý (Acrocephalus agricola)
- Rákosník pokřovní (Acrocephalus dumetorum)
- Rákosník proužkovaný (Acrocephalus schoenobaenus)
- Rákosník tamaryškový (Acrocephalus melanopogon)
- Rákosník velký (Acrocephalus arundinaceus)
- Rákosník zpěvný (Acrocephalus palustris)
- Rehek domácí (Phoenicurus ochruros)
- Rehek severoafrický (Phoenicurus moussieri)
- Rehek zahradní (Phoenicurus phoenicurus)
- Saxicola maurus
- Sedmihlásek hajní (Hippolais icterina)
- Sedmihlásek malý (Iduna caligata)
- Sedmihlásek šedý (Hippolais pallida)
- Sedmihlásek švitořivý (Hippolais polyglotta)
- Sedmihlásek západní (Iduna opaca)
- Skalník modrý (Monticola solitarius)
- Skalník zpěvný (Monticola saxatilis)
- Skřivan dudkovitý (Alaemon alaudipes)
- Skřivan Dupontův (Chersophilus duponti)
- Skřivan lesní (Lullula arborea)
- Skřivan ouškatý (Eremophila alpestris)
- Skřivan polní (Alauda arvensis)
- Skřivan růžkatý (Eremophila bilopha)
- Skřivánek krátkoprstý (Calandrella brachydactyla)
- Skorec vodní (Cinclus cinclus)
- Slavík modráček (Luscinia svecica)
- Slavík obecný (Luscinia megarhynchos)
- Slavík tmavý (Luscinia luscinia)
- Sněhule severní (Plectrophenax nivalis)
- Snovač rudozobý (Quelea quelea)
- Sojka obecná (Garrulus glandarius)
- Stehlík obecný (Carduelis carduelis)
- Straka modrá (Cyanopica cyanus)
- Straka obecná (Pica pica)
- Strnad bělohlavý (Emberiza leucocephalos)
- Strnad cvrčivý (Emberiza cirlus)
- Strnad černohlavý (Emberiza melanocephala)
- Strnad hnědohlavý (Emberiza bruniceps)
- Strnad luční (Emberiza calandra)
- Strnad malinký (Emberiza pusilla)
- Strnad obojkový (Emberiza aureola)
- Strnad obecný (Emberiza citrinella)
- Strnad pruhovaný (Emberiza sahari)
- Strnad rákosní (Emberiza schoeniclus)
- Strnad rolní (Emberiza rustica)
- Strnad severní (Calcarius lapponicus)
- Strnad šedokrký (Emberiza caesia)
- Strnad viničný (Emberiza cia)
- Strnad zahradní (Emberiza hortulana)
- Strnadec bělohrdlý (Zonotrichia albicollis)
- Stříbrozobka malabarská (Lonchura malabarica)
- Střízlík obecný (Troglodytes troglodytes)
- Sylvia subalpina
- Sýkora babka (Poecile palustris)
- Sýkora koňadra (Parus major)
- Sýkora modrokřídlá (Cyanistes teneriffae)
- Sýkora modřinka (Cyanistes caeruleus)
- Sýkora parukářka (Lophophanes cristatus)
- Sýkora uhelníček (Periparus ater)
- Sýkořice vousatá (Panurus biarmicus)
- Šoupálek dlouhoprstý (Certhia familiaris)
- Šoupálek krátkoprstý (Certhia brachydactyla)
- Špaček černý (Sturnus unicolor)
- Špaček obecný (Sturnus vulgaris)
- Špaček růžový (Sturnus roseus)
- Ťuhýk běločelý (Lanius nubicus)
- Ťuhýk obecný (Lanius collurio)
- Ťuhýk pustinný (Lanius meridionalis)
- Ťuhýk rudohlavý (Lanius senator)
- Ťuhýk středoasijský (Lanius isabellinus)
- Ťuhýk šedý (Lanius excubitor)
- Tygříček tečkovaný (Amandava amandava)
- Vdovka rajská (Vidua paradisaea)
- Vlaštovka obecná (Hirundo rustica)
- Vlaštovka skalní (Cecropis daurica)
- Vrabec domácí (Passer domesticus)
- Vrabec pokřovní (Passer hispaniolensis)
- Vrabec polní (Passer montanus)
- Vrabec skalní (Petronia petronia)
- Vrána černá (Corvus corone)
- Vrána šedá (Corvus cornix)
- Zedníček skalní (Tichodroma muraria)
- Zelenáček červenooký (Vireo olivaceus)
- Zvonek zelený (Carduelis chloris)
- Zvonohlík citrónový (Serinus citrinella)
- Zvonohlík Mosambický (Crithagra mozambicus)
- Zvonohlík zahradní (Serinus serinus)
- Žluva hajní (Oriolus oriolus)